# Aegidius Periander
Aegidius Periander (mogelijk Giles Omma genoemd) (Brussel, 1543 - 1568) was een Zuid-Nederlands humanist en dichter.
Aegidius, geboren te Brussel, studeerde in Vilvoorde aan het Dominicanencollege onder Antonius Sylvius. Hij beoefende de Latijnse poëzie, en zette Uylenspiegel in het Latijn over (Noctuae Speculum, 1567).
Hij begaf zich in 1560 naar Duitsland. Hij was in 1568 te Mainz en schijnt een kerkelijk ambt te hebben bekleed of een prebende te hebben genoten.

## Werken
- Noctuae speculum ex idiomate germanica latinitate donatum, Frankfurt am Mainz, 1567. 8o. met plaatjes van Jobst Ammon.
- Germania, in qua doctissim. virorum elogia et judicia continentur ex diversis Poëtarum monumentis congesta, Frankfurt am Mainz.
- Horti tres amoris amoenissimi poëtarum nostri seculi flosculis et plantulis odoriferis, 3 delen, Frankfurt am Mainz, 8o.
- Nobilitas Moguntinae dioecesis, metropolitanaeque ecclesiae Capitularis. Uno libello complexa - access. libellus de nobilitate canonicorum, Mainz, 1568. 8o.
- Veneris Horti, sive Erotica, aliaque extemporanea.

## Referentie
- art. Periander (Aegidius), in A.J. van der Aa, Biographisch woordenboek der Nederlanden, XV, Haarlem, 1872, pp. 178-179.